# Домонтович Іван Михайлович
Домонто́вич Іва́н Миха́йлович (*1612 — †1683) — український державний діяч, слабинський сотник, пізніше — генеральний суддя.

## Біографія
Учасник посольства до Москви в січні 1669 року і переговорів, на основі яких в березні того ж року підписано Глухівські статті, які обмежували автономію України.
Був одним із організаторів перевороту проти гетьмана Дем'яна Многогрішного — зокрема в ніч з 12 на 13 березня 1672 р. брав участь в його арешті і наступній видачі росіянам як «зрадника».
На раді в Конотопі 17 червня 1672 року в числі інших підписав затвердження московським царем гетьмана Самойловича. Разом з суддєю Домонтовичем та військовою старшиною під документом підписалися обозний Петро Забіла, писар Карпо Мокрієвич та всі Полковники.
У тому ж 1672 році гетьман Самойлович передав село Кудрівка у володіння генеральному судді Домонтовичу «на годування».

## Благодійна діяльність
Залишився в історії, як фундатор собору Св. Миколая (1680 р.) у Крупицькому Микільському монастирі.
«Вересня місяця… Іван Домонтович, суддя генеральний, помер, [той], котрий збудував кам'яну церкву в монастирі Батуринському, де і покладений на лівому боці біля стовпа.» — записав у своєму щоденнику («Діаруші грішного ієромонаха Димитрія, постриженика Кирилівського монастиря») крупицький ігумен Дмитро Туптало (Св. Димитрій Ростовський).

## Рід Домонтовичів
Щодо походження роду Домонтовичів існує декілька версій. За однією з них родоначальник Домонтовичів — середньовічний святий князь литовського походження Довмонт-Тимофій Псковський. Інша версія вважає Домонтовичів (разом із Дашковичами і Путивльськими) відгалуженням князівського роду Глинських. Проте більшість джерел вказують на Івана Михайловича Домонтовича, як на першого відомого представника роду.
Його донька Єфросинія, була одружена з Прохором Івановичем Забелою.
Син Георгій (Юрій) Іванович, народився близько 1754 року, був одружений з Анастасією Іванівною Товстоліс, є прадідом Олександри Михайлівни Коллонтай.
Нащадки Івана Домонтовича у XVIII–XX ст. — відомий у Російській імперії дворянський рід, внесений до родословної книги Чернігівської губернії і «Общего гербовника Российской империи». Були серед них і генерали, і сенатори.
Поет і полковник Василь Домонтович у 1859 р. був учасником взяття у полон Шаміля.
Олексій Іванович Домонтович у 1878 р. на запрошення перського шаха Насер ед-Дін-шаха прибув до Ірану. Там за ініціативи шаха Олексій Домонтович організував Перську козацьку бригаду, що стала найбільш боєздатною частиною перської армії.
Найяскравіший представник роду — Олександра Коллонтай (уроджена Домонтович), діяч міжнародного революційного соціалістичного руху, феміністка, перша у світі[джерело?] жінка-міністр і жінка-дипломат.